# Argo (1929)
Argo (Q151) – francuski oceaniczny okręt podwodny z okresu międzywojennego i II wojny światowej, jedna z 31 jednostek typu Redoutable. Okręt został zwodowany 11 kwietnia 1929 roku w stoczni Chantiers Dubigeon w Nantes, a do służby w Marine nationale wszedł w lutym 1933 roku. Podczas wojny jednostka pełniła służbę na Atlantyku i Morzu Śródziemnym, a od zawarcia zawieszenia broni między Francją a Niemcami znajdowała się pod kontrolą rządu Vichy. Po lądowaniu Aliantów w Afryce Północnej „Argo” wszedł w skład marynarki Wolnych Francuzów. W kwietniu 1946 roku okręt został sprzedany na złom.

## Projekt i budowa
„Argo” zamówiony został na podstawie programu rozbudowy floty francuskiej z 1926 roku. Projekt (o sygnaturze M6 ) był ulepszeniem pierwszych powojennych francuskich oceanicznych okrętów podwodnych – typu Requin. Poprawie uległa krytykowana w poprzednim typie zbyt mała prędkość osiągana na powierzchni oraz manewrowość. Okręty typu Redoutable miały duży zasięg i silne uzbrojenie; wadą była ciasnota wnętrza, która powodowała trudności w dostępie do zapasów prowiantu i amunicji. Konstruktorem okrętów był inż. Jean-Jacques Roquebert.
„Argo” zbudowany został w stoczni Chantiers Dubigeon w Nantes . Stępkę okrętu położono 25 sierpnia 1927 roku , a zwodowany został 11 kwietnia 1929 roku.

## Dane taktyczno–techniczne
„Argo” był dużym, oceanicznym okrętem podwodnym o konstrukcji dwukadłubowej. Długość całkowita wynosiła 92,3 metra (92 metry między pionami), szerokość 8,2 metra i zanurzenie 4,7 metra. Wyporność standardowa w położeniu nawodnym wynosiła 1384 tony (normalna 1570 ton), a w zanurzeniu 2084 tony. Okręt napędzany był na powierzchni przez dwa silniki wysokoprężne Schneider o łącznej mocy 6000 KM. Napęd podwodny zapewniały dwa silniki elektryczne o łącznej mocy 2000 KM. Dwuśrubowy układ napędowy pozwalał osiągnąć prędkość 17 węzłów na powierzchni i 10 węzłów w zanurzeniu. Zasięg wynosił 10 000 Mm przy prędkości 10 węzłów w położeniu nawodnym (lub 4000 Mm przy prędkości 17 węzłów) oraz 100 Mm przy prędkości 5 węzłów w zanurzeniu. Zbiorniki paliwa mieściły 95 ton oleju napędowego . Dopuszczalna głębokość zanurzenia wynosiła 80 metrów, a czas zanurzenia 45-50 sekund. Autonomiczność okrętu wynosiła 30 dób .
Okręt wyposażony był w siedem wyrzutni torped kalibru 550 mm: cztery na dziobie i jeden potrójny zewnętrzny aparat torpedowy. Prócz tego za kioskiem znajdował się jeden podwójny dwukalibrowy (550 lub 400 mm) aparat torpedowy . Na pokładzie było miejsce na 13 torped, w tym 11 kalibru 550 mm i dwie kalibru 400 mm . Uzbrojenie artyleryjskie stanowiło działo pokładowe kalibru 100 mm M1925 L/45 oraz zdwojone stanowisko wielkokalibrowych karabinów maszynowych Hotchkiss kalibru 13,2 mm L/76 .
Załoga okrętu składała się z 4 oficerów oraz 57 podoficerów i marynarzy.

## Służba
„Argo” został przyjęty do służby w Marine nationale 12 lutego 1933 roku . Jednostka otrzymała numer burtowy Q151 . W momencie wybuchu II wojny światowej okręt pełnił służbę na Atlantyku, wchodząc w skład 4. dywizjonu okrętów podwodnych w Casablance (wraz z siostrzanymi jednostkami „Henri Poincaré” i „Le Centaure” i „Pascal”) . Dowódcą okrętu był w tym okresie kpt. mar. R.R.L.J. Lamaire . 22 września 1939 roku „Argo” wraz z „Le Centaure” wyszły na patrol na wody Wysp Kanaryjskich . 13 kwietnia 1940 roku „Argo”, „Achéron” i „Pascal” w eskorcie niszczyciela „La Palme” opuściły Casablankę i 18 kwietnia dopłynęły do Bizerty . W czerwcu 1940 roku okręt znajdował się w składzie 4. dywizjonu okrętów podwodnych w Bizercie, a jego dowódcą był nadal kpt. mar. R.R.L.J. Lamaire . W wyniku postanowień zawieszenia broni „Argo” znalazł się pod kontrolą rządu Vichy w składzie 2. grupy okrętów podwodnych w Tulonie, gdzie został rozbrojony .
Po lądowaniu Aliantów w Afryce Północnej, „Argo” w styczniu 1943 roku wszedł w skład marynarki Wolnych Francuzów . Jednostka została sprzedana w celu złomowania 26 kwietnia 1946 roku .